# Spinanomala bispinosa
Spinanomala bispinosa är en skalbaggsart som beskrevs av Ohaus 1910. Spinanomala bispinosa ingår i släktet Spinanomala och familjen Rutelidae. Inga underarter finns listade i Catalogue of Life.